# Castillo de Íllora
El castillo de Íllora es un recinto defensivo situado en la ciudad de Íllora, en la provincia de Granada, comunidad autónoma de Andalucía, España, de época andalusí.

## Datación
La construcción original de los dos primeros recintos, se ha datado en época anterior a los nazaríes, posiblemente en época taifal. Los refuerzos de mampostería en esas construcciones, y la muralla exterior del tercer recinto, se considera que fueron construidas durante la existencia del Reino Nazarí de Granada, a mediados del siglo XIV, como refuerzo de la fortaleza dado su importante posición estratégica en la defensa de la Vega de Granada y su cercanía a la frontera con Jaén.
Finalmente, la cerca del arrabal correspondería también a este último periodo, aunque posiblemente de finales del siglo XIV.
Para reforzar el papel defensivo del castillo de Íllora, se edificaron una serie de atalayas, que permitían conectarlo visualmente con los sistemas de vigilancia del Castillo de Montefrío y con los del de Moclín. Las más importantes de estas torres, son la torre de Brácana y las atalayas de la Mesa y de la Gallina.

## Historia
En junio de 1319, cuando se dirigían a devastar la Vega de Granada, los infantes Pedro y Juan de Castilla se apoderaron de la villa de Íllora y de su arrabal, y si se hubieran quedado otro día, según afirma la Crónica de Alfonso XI, también habrían tomado su castillo, aunque el infante Pedro no quiso permanecer más tiempo allí, pues su voluntad era asediar Granada y tenerla cercada «hasta que la ganasen, o morir sobrello», según consta en la Gran Crónica del mismo rey, aunque poco después ambos infantes murieron en el Desastre de la Vega de Granada, acaecido el 25 de junio de 1319.

## Descripción
Se trata, en realidad, de una villa fortificada, que fue a la vez fortaleza y núcleo poblado. Estuvo formado, en su origen, por tres recintos diferenciados y un arrabal fortificado, situado al oeste de aquellos. Todos los recintos estuvieron rodeados de murallas. En el más elevado, de unos 65 x 25 m de superficie, situado sobre un roquedal, se sitúa el castillo propiamente dicho, con muros y torreones construidos en tapial y reforzados con mampostería. En algunos de los paños de tapial, existen almenas de gran tamaño (80 x 90 cm). sin embargo, no queda en pie ninguna construcción interior, salvo un gran aljibe con obra de hormigón, que en su origen contaba con tres naves, con arco de medio punto, y muros interiores de ladrillo. La bóveda posiblemente era también de ladrillo, aunque no quedan restos de la misma. Además del aljibe, solo se reconoce otra estructura rectangular, con gruesos muros de hormigón , cuya función no está clara, aunque algunos autores piensan que pudo ser otro aljibe.
El segundo recinto amurallado, relativamente amplio, se sitúa por debajo del primero, en su lado este, y constituía la villa, quedando aún restos de estructuras correspondientes a viviendas. Su estado actual es de abandono, lo que desdibuja los restos existentes. Este espacio estaba separado por murallas, tanto del castillo como del exterior. Esta última es de obra de tapial, revestida en varios paños con mampostería.
El tercer recinto, definido por la muralla exterior del segundo y por una nueva muralla, esta vez de mampostería en su totalidad, con verdugadas de ripios y alternancia de torres de plantas cuadradas y circulares, es bastante reducido y en muchos puntos se limita a un pasillo entre ambos muros. El principal papel de este tercer recinto es el de servir de acceso a la villa fortificada, mediante una puerta en recodo, en fábrica de tapial, que está muy transformada, al embutirse en ella otra nueva puerta de mampostería, con arco de ladrillo. Tanto la solería de acceso como el camino entre muros, es de empedrado, que parece posterior, posiblemente de época cristiana. El acceso desde este acceso exterior hasta el recinto de la villa, se realiza a través de un adarve, hasta una torre-puerta.
El último recinto, el situado al oeste del castillo, corresponde con un antiguo arrabal, cerrado con murallas de mampostería, con una torre de planta circular, y parece corresponderse con el arrabal citado por fuentes castellanas del siglo XV.